# Synodontium fecundum
Synodontium fecundum är en rundmaskart som beskrevs av Nathan Augustus Cobb 1920. Synodontium fecundum ingår i släktet Synodontium och familjen Axonolaimidae. Inga underarter finns listade i Catalogue of Life.